# Pepa la frescachona o El colegial desenvuelto
Pepa la frescachona o El colegial desenvuelto es un sainete en prosa, original de Ricardo de la Vega, estrenado en el teatro Lara el 19 de octubre de 1886. 
De él dijo Yxart que atendiendo a la calidad y no a la potencia, bien podía afirmarse que no hay ninguna comedia contemporánea tan divertida, tan viva, tan admirable de artística verdad y tan española de raíz.
El sainete se desarrolla en el patio de una casa madrileña, con casa de huéspedes en el principal, dos señoras jóvenes y de dudosa conducta en un entresuelo y un brigadier con mal genio con una niña de quince abriles en el otro. El colegial Moisés, para no pervertise con las malas compañías de sus jóvenes compañeros de hospedaje duerme en la portería, por ser la portera, la frescachona, Pepa, antigua niñera suya, combinación que satisface por completo al joven, que se finge tímido y poco menos que tonto, para engañar a todos y conseguir casarse con una niña que conoció en Burgos y con quien se cartea y a lo tonto, soba y resoba a la apetitosa Pepa. Aprovechando un descuido del feroz brigadier, pues su hija resulta ser la novia del colegial, consigue tener con ella una larga entrevista a solas en la portería y obtiene el perdón del padre, pues es muchacho rico y quiere casarse.
Dan ambiente al cuadro las visitas que reciben las señoras del entresuelo, de un sietemesino burlado por el colegial, cuando pretendía hacerle objeto de sus bromas; la criada del piso alto que limpia los manteles precisamente encima del iracundo general; los huéspedes que están siempre de broma y enamoran a una de las señoras del piso bajo; el portero que alterna sus funciones porteriles con las guardia municipal, etc. dando todo ello una sensación muy grande de realidad.